# Addibischoffite
L'addibischoffite è un minerale, appartiene al supergruppo della saffirina.
Il nome è in onore di Addi Bischoff (1955-), mineralogista e planetologo tedesco, che si occupa dello studio di meteoriti, in particolare delle condriti carbonacee
Il minerale è approvato dall'IMA con la sigla 2015-006
È stato rinvenuto in frammenti meteoritici caduti in Algeria, nei pressi di Tanezrouft, nella provincia di Tamanghasset

## Pubblicazioni
- CNMNC Newsletter, 25 (2015) - Mineralogical Magazine, n.79, pag.529[2]